# Scescille
Lo scescìlle ('U scescille) è un piatto tipico di Termoli (Molise), ma anche di altre zone del Molise interno (es. Castelpetroso, dove in fraz. Indiprete si tiene anche una sagra la prima domenica di luglio), e delle Isole Tremiti (Puglia).Si tratta di polpette dalla caratteristica forma ovale, fatte con uova, formaggio e pane raffermo, cotte nel sugo.